# ライオンのおしゃべりな夜
『ライオンのおしゃべりな夜』（ライオンのおしゃべりなよる）は、1987年7月4日から1990年9月29日までテレビ東京系列局で放送されたトーク番組である。ライオンの一社提供。放送時間は毎週土曜 22:00 - 22:30 (JST) 。

## 概要
各界の有名人であるゲスト2人の人間性にスポットを当て、普段うかがい知ることのできない本当を、司会の木原美知子とピーターの異色コンビが引き出すトーク番組。
『ミエと良子のおしゃべり泥棒』以来、9か月振りの芸能人トーク番組となった。
- 3年3か月継続した当番組だが、1990年9月29日の「総集編」で終了し、1986年10月開始の『ライオンのわがまましてます50人』以来4年間続いたテレビ東京のライオン提供トーク番組シリーズは、事実上終了した。
- この番組のスポンサーであるライオンと22:30枠のフィリップ・モリスは後番組の『タモリの音楽は世界だ』は最初期のころに番組提供をした。

## 司会
- 木原美知子
- ピーター